# Ferrovia Mizushima Rinkai
La Ferrovia Mizushima Rinkai (水島臨海鉄道?, Mizushima Rinkai Tetsudō, lett. Ferrovia costiera di Mizushima), spesso abbreviara in MR è una compagnia ferroviaria del terzo settore con sede a Kurashiki, Okayama.  La compagnia ha rilevato la gestione di tre ex linee del Ufficio trasporti della città di Kurashiki nel 1970. Trasporta principalmente merci per l'area industriale attorno al porto di Mizushima, ma gestisce anche un servizio passeggeri sulla linea principale Mizushima.

## Storia
L'azienda è stata fondata il 2 febbraio 1970 per rilevare tutte le linee ferroviarie municipali dall'Ufficio dei trasporti della città di Kurashiki. Il 18 settembre 1972 inizia il servizio passeggeri tra la stazione di Mizushima e la stazione di Mitsubishi Jiko-mae. Il 1º aprile 1983 la linea tra la stazione di Kurashiki-shi e la stazione del terminal merci di Kurashiki è stata ribattezzata linea principale Mizushima, la linea tra la stazione di Mitsubishi Jiko-mae e la stazione di Nishifuto è stata ribattezzata linea Nishifuto.

## Linee ferroviarie
L'azienda gestisce due linee. Il servizio passeggeri opera solo tra Kurashiki-shi e Mitsubishi-jikō-mae sulla linea principale Mizushima.
- Linea principale Mizushima (水島本線?): Kurashiki-shi - Terminale Kurashiki Kamotsu	(11,2 km, 11 stazioni)
- Linea Kōtō (港東線?): Mizushima - Higashi-Mizushima	(3,6 km, 2 stazioni)

## Materiale rotabile

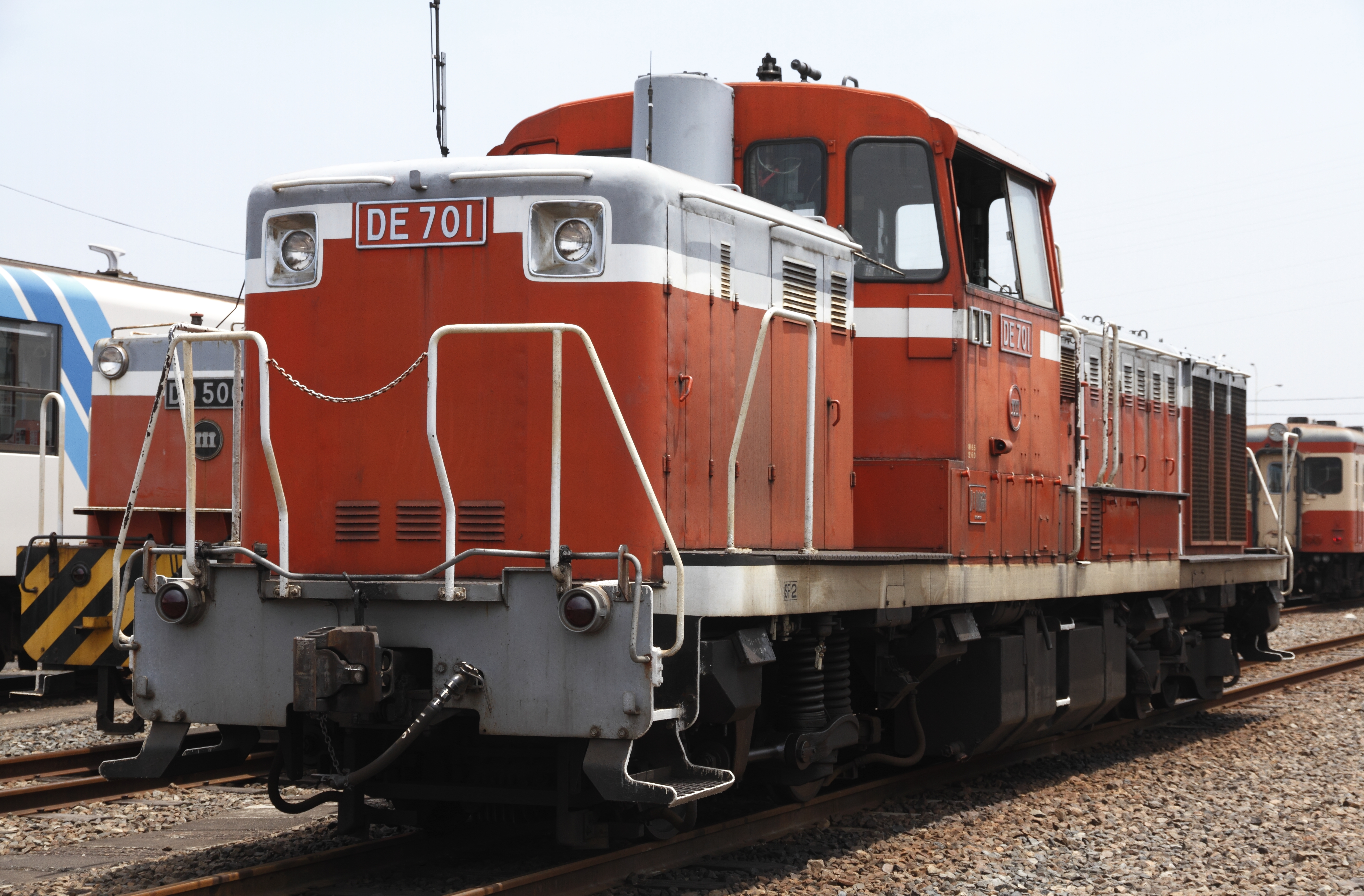
Classe DE70
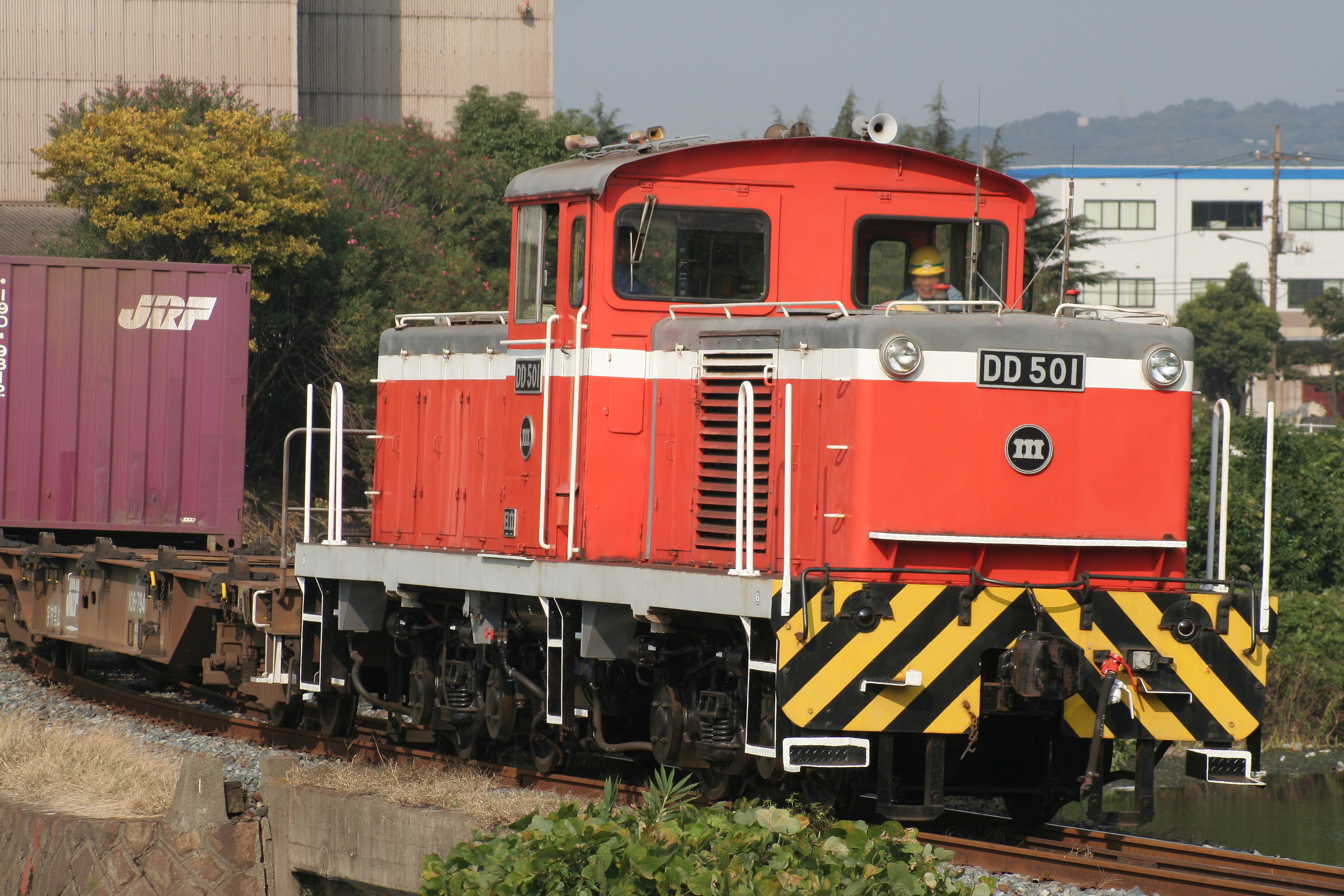
Classe DD50
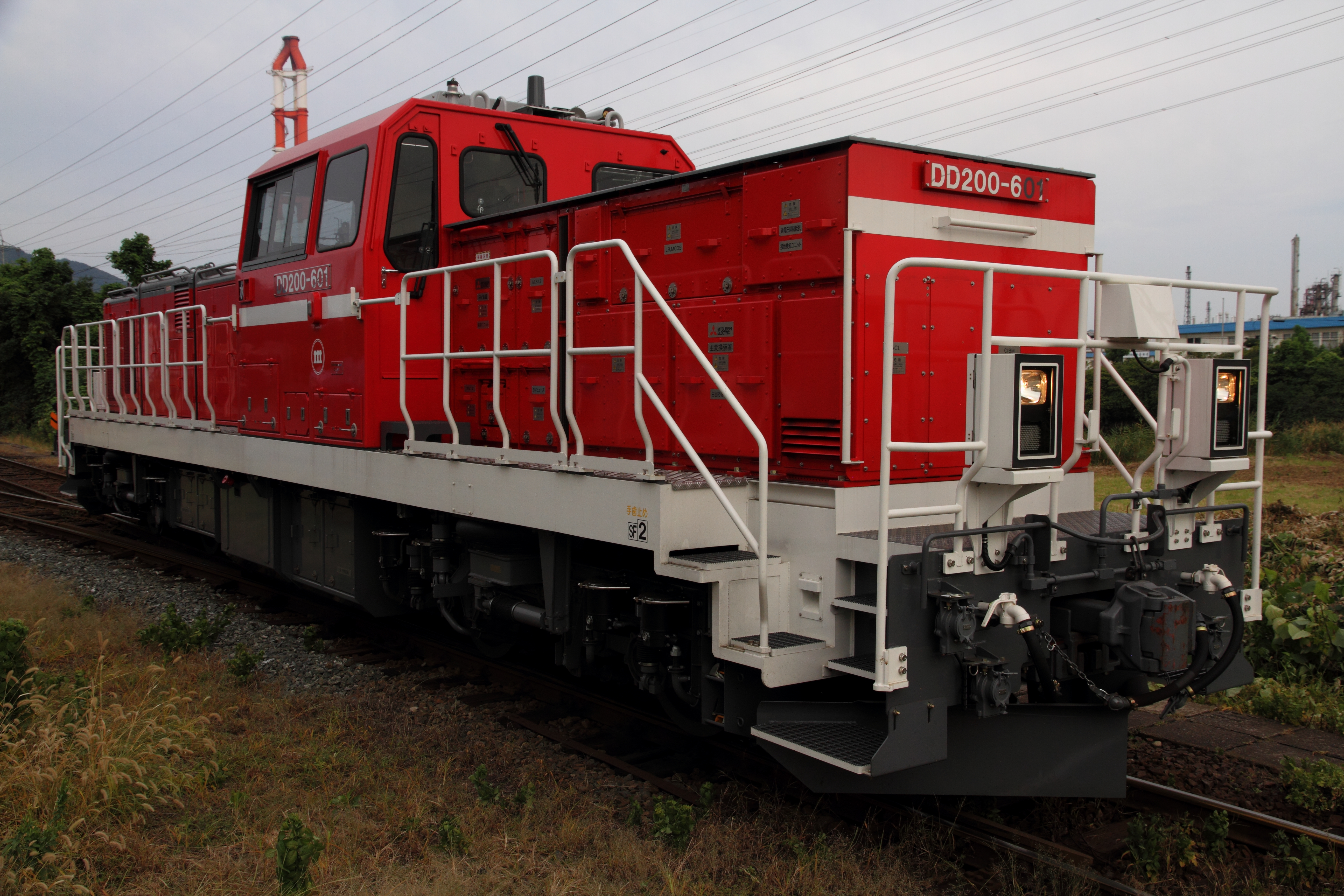
Classe DD200

Dal 1º luglio 2021, la ferrovia gestisce una flotta di 11 automotrici diesel e quattro locomotive diesel.
Unità multiple diesel
Nel 2013, la società ha acquistato sei ex unità diesel multipli (DMU) KiHa 30, KiHa 37 e KiHa 38, che in precedenza operavano sulla linea JR East Kururi nella prefettura di Chiba fino al loro ritiro nel dicembre 2012. Questi sono entrati in servizio dal 12 maggio 2014.

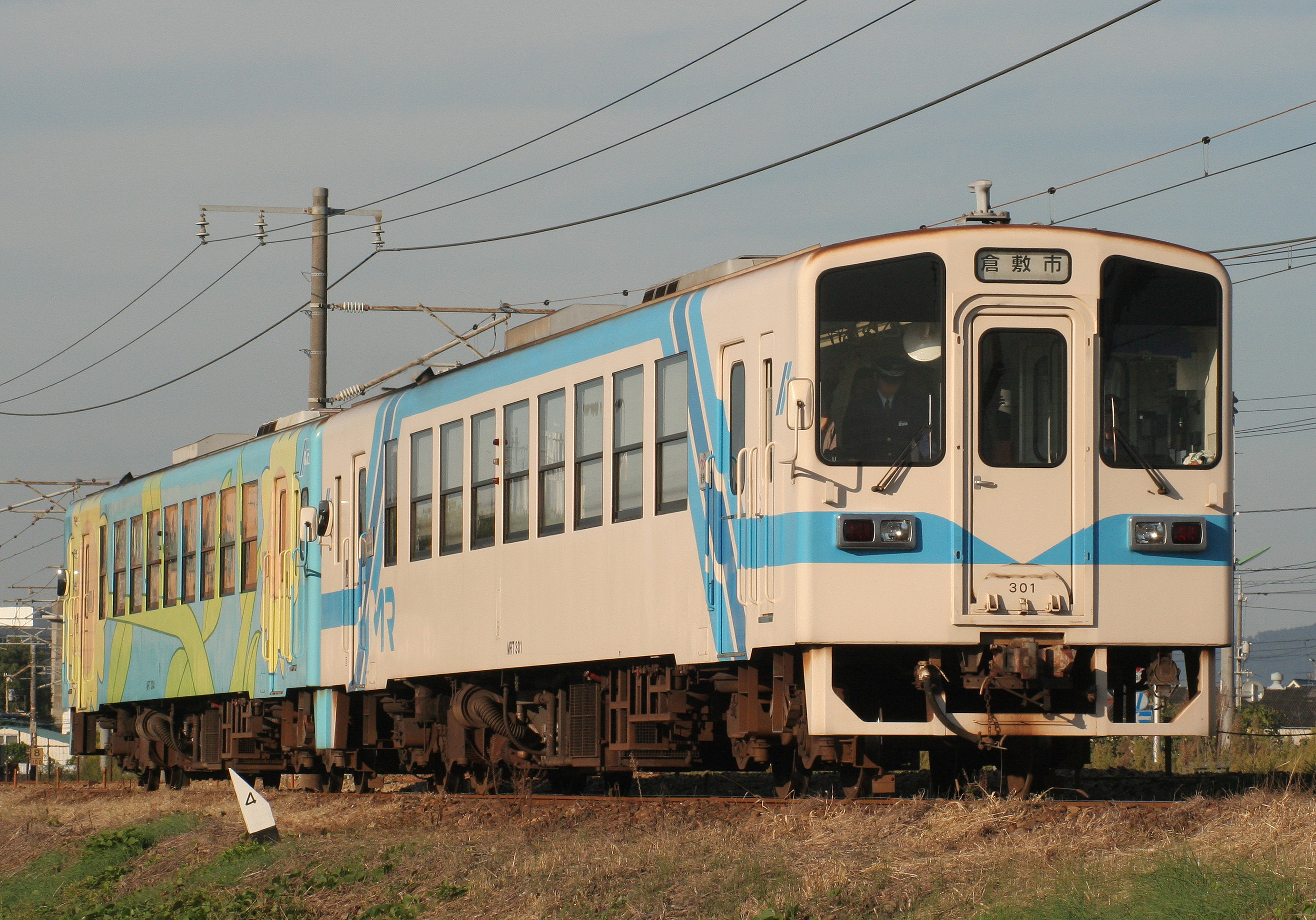
MRT300
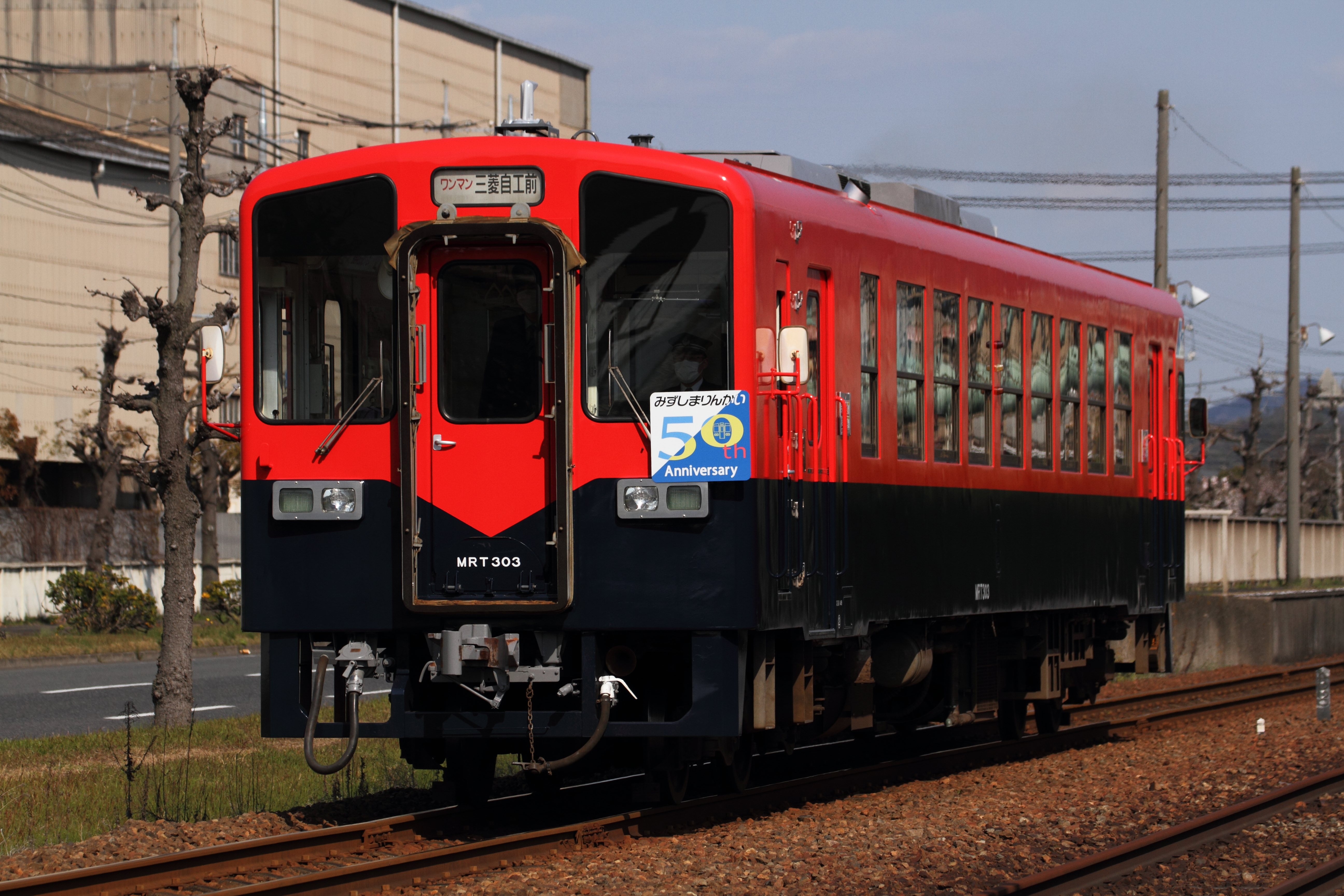
MRT300
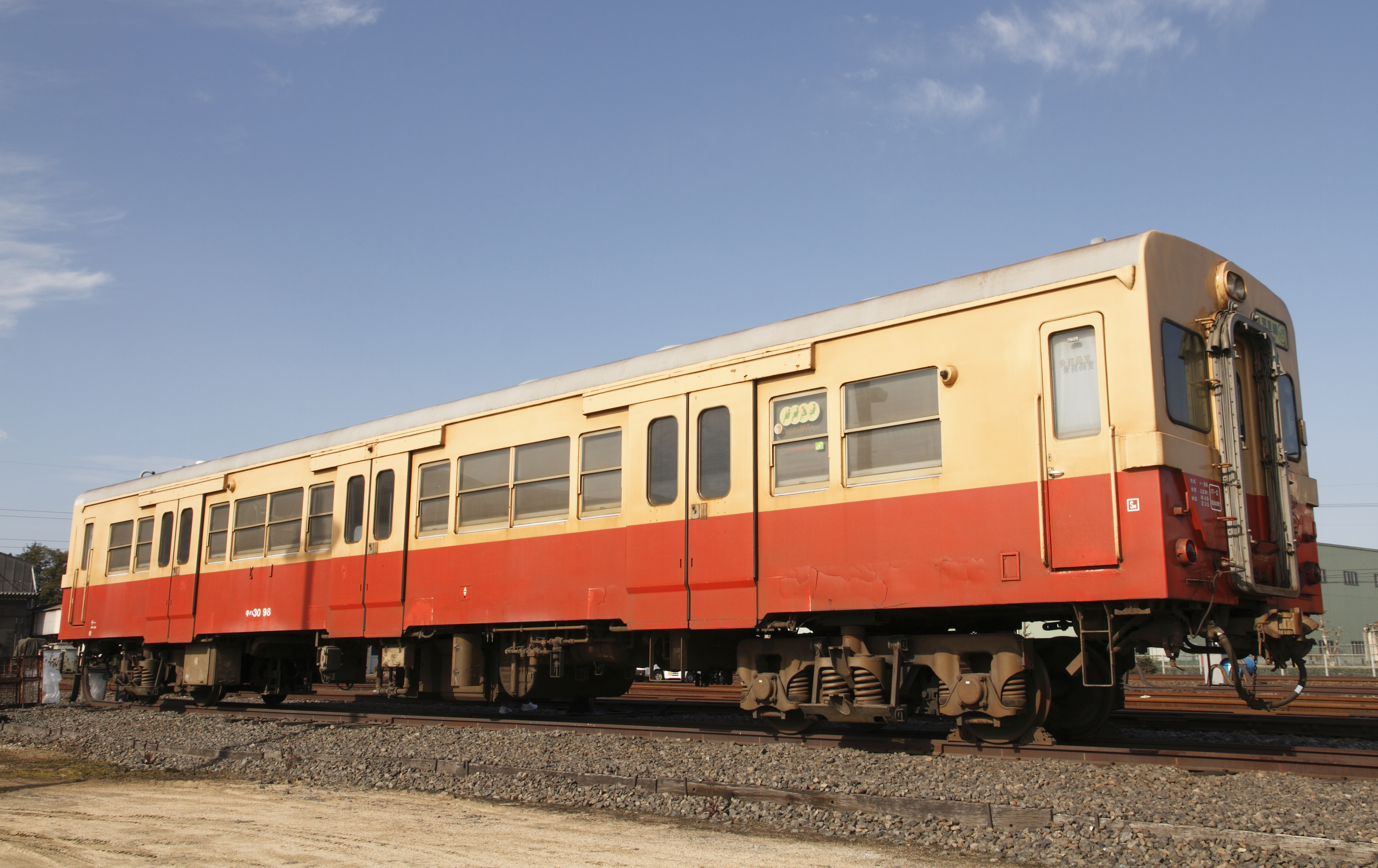
KiHa 30
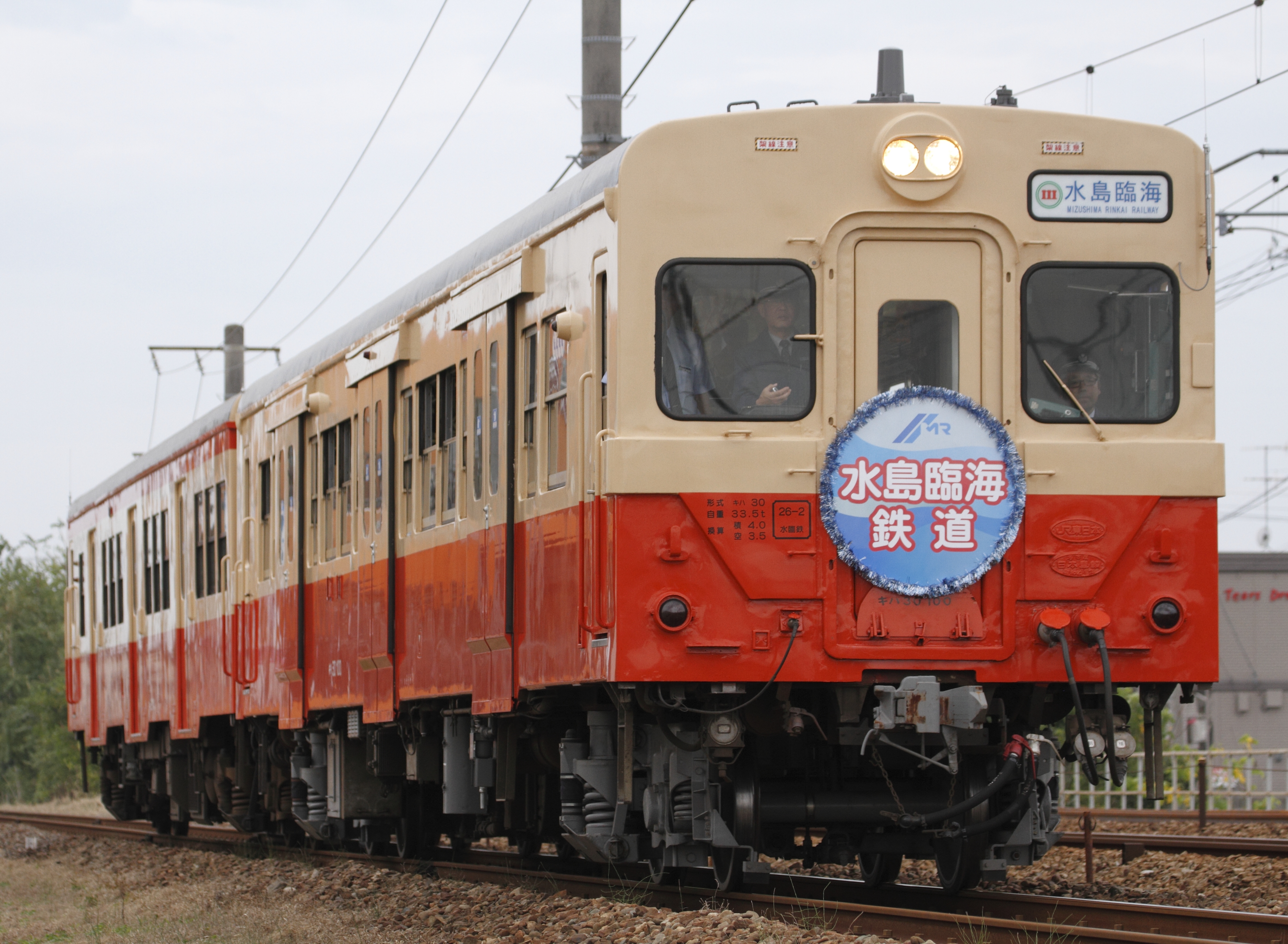
KiHa 37
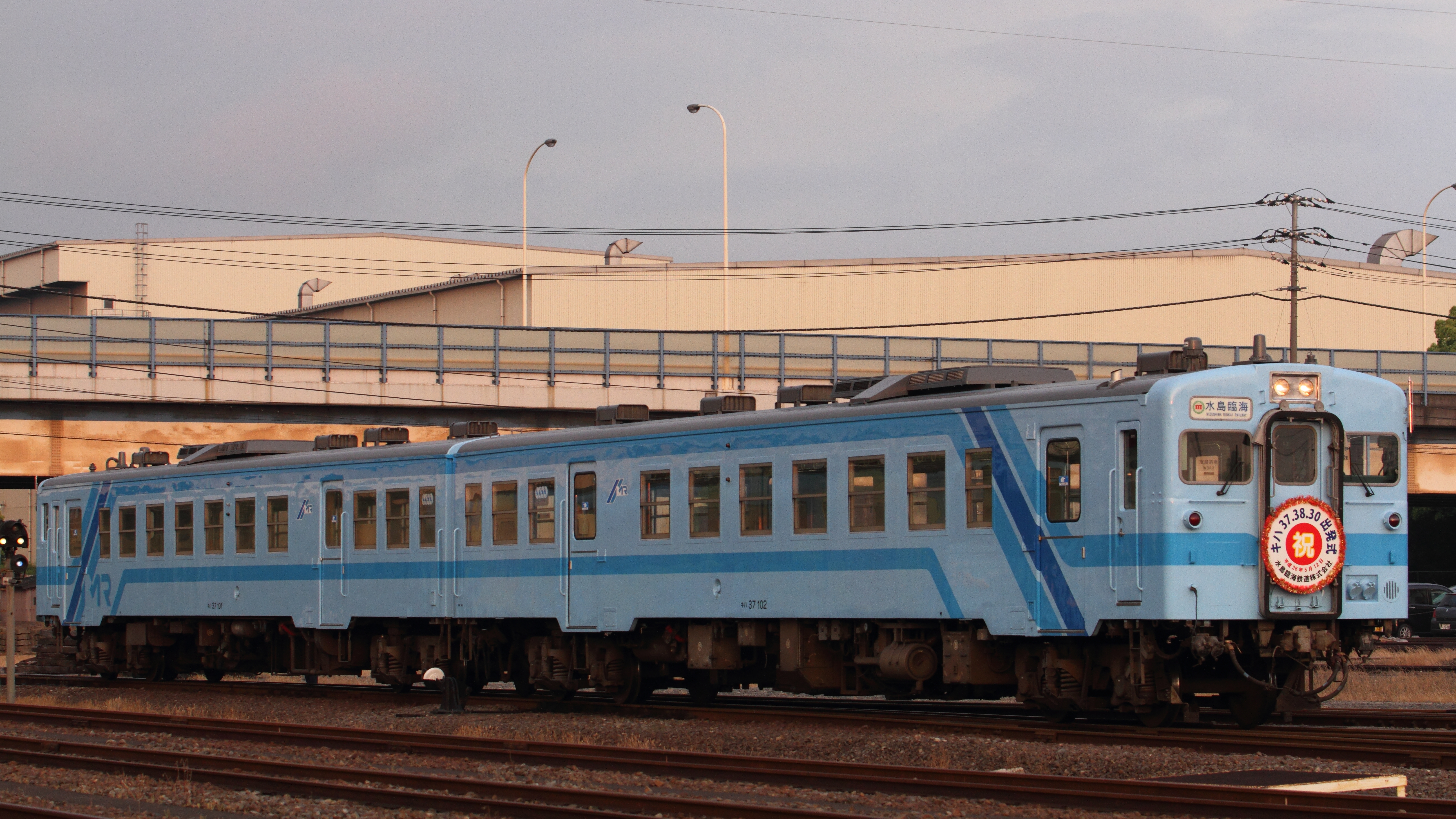
KiHa 38
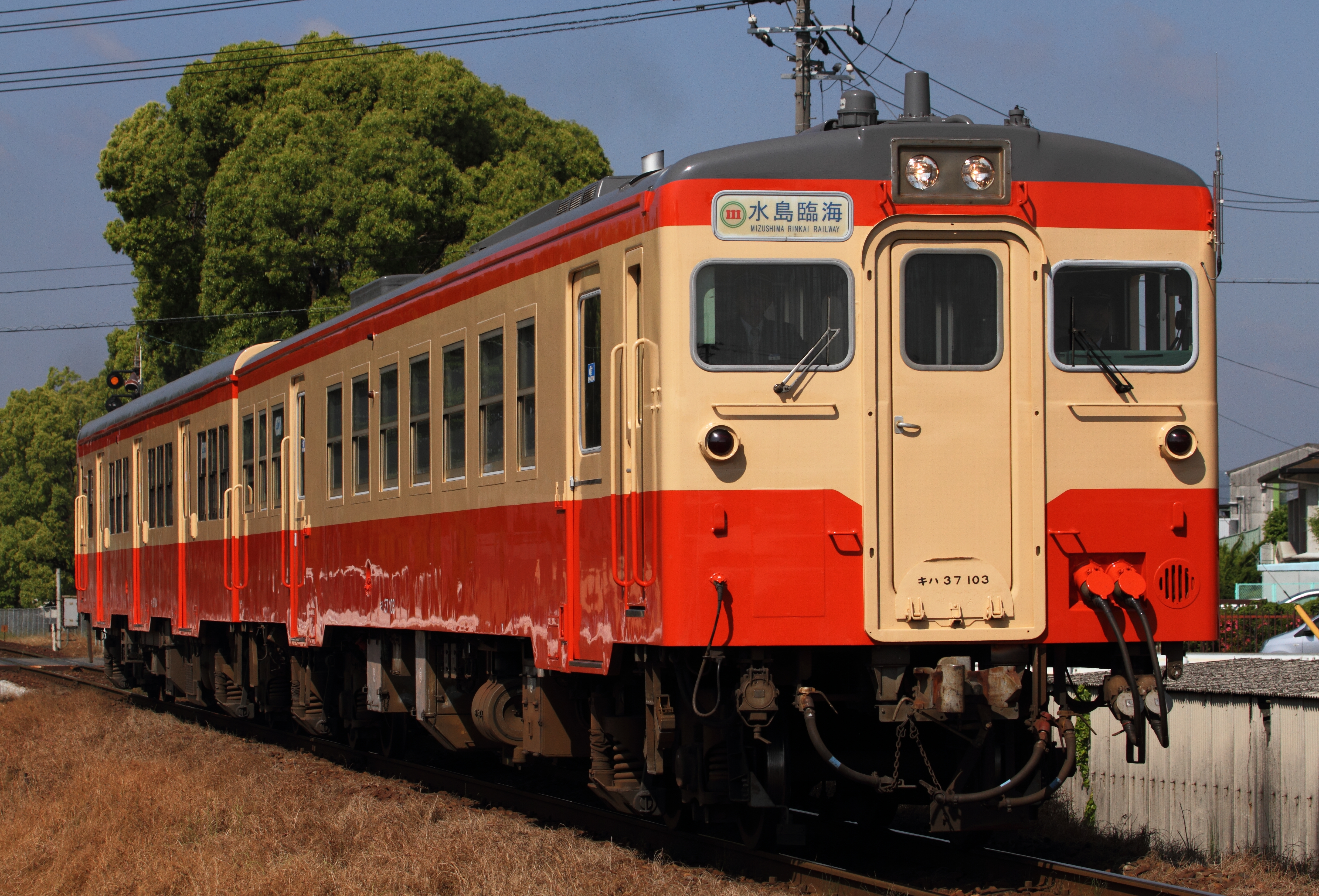
KiHa 37
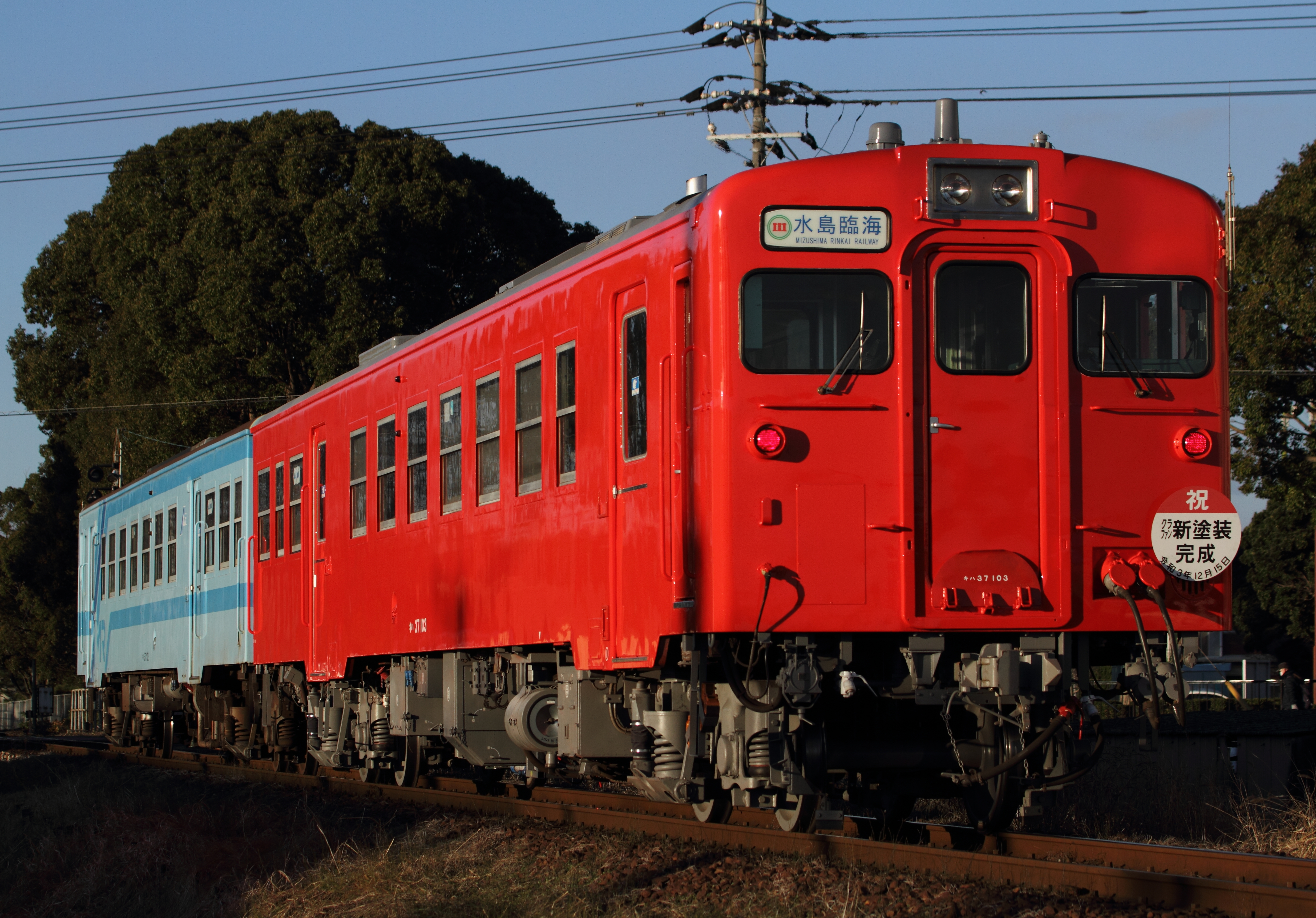
KiHa 37
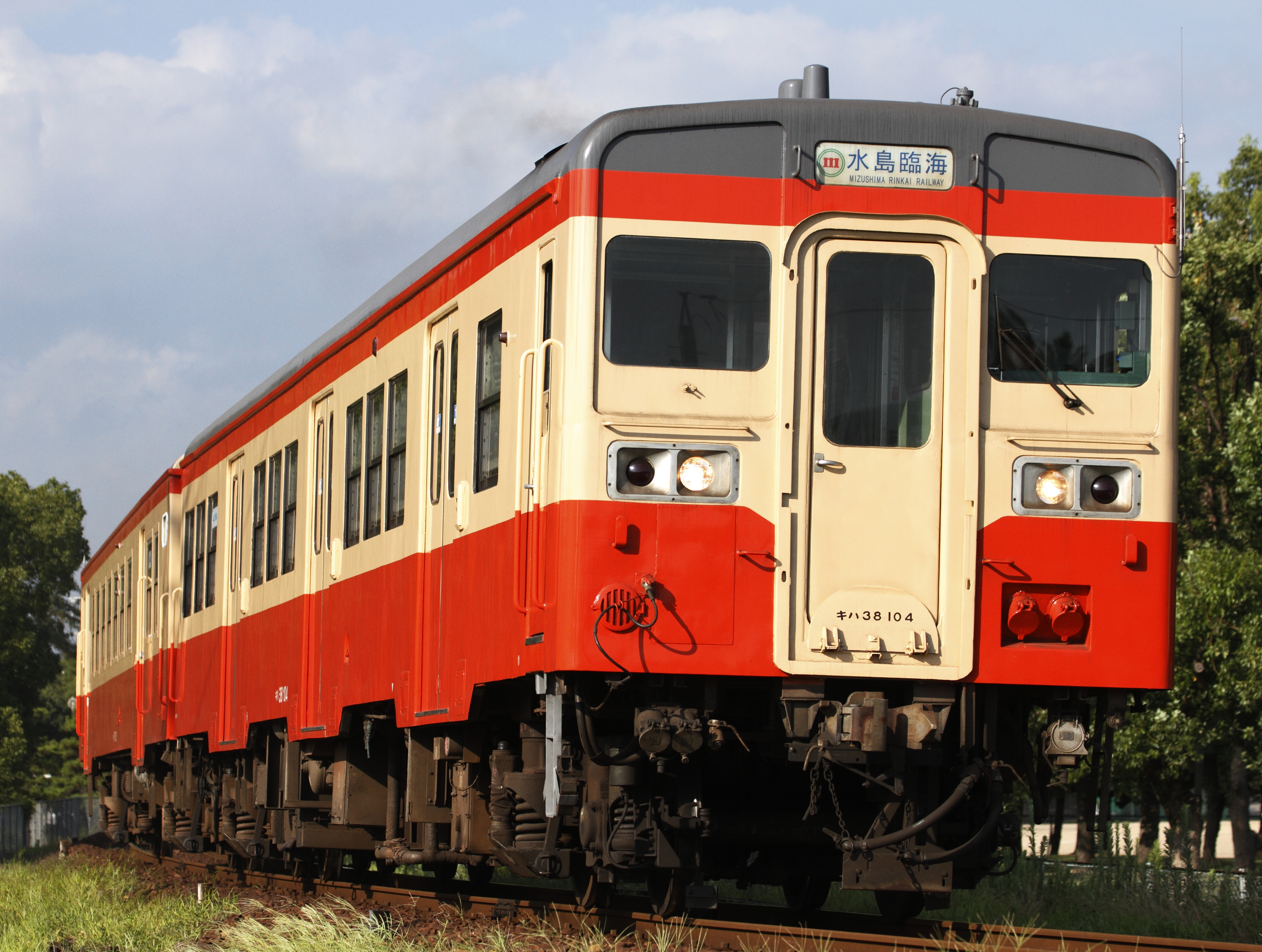
KiHa 38
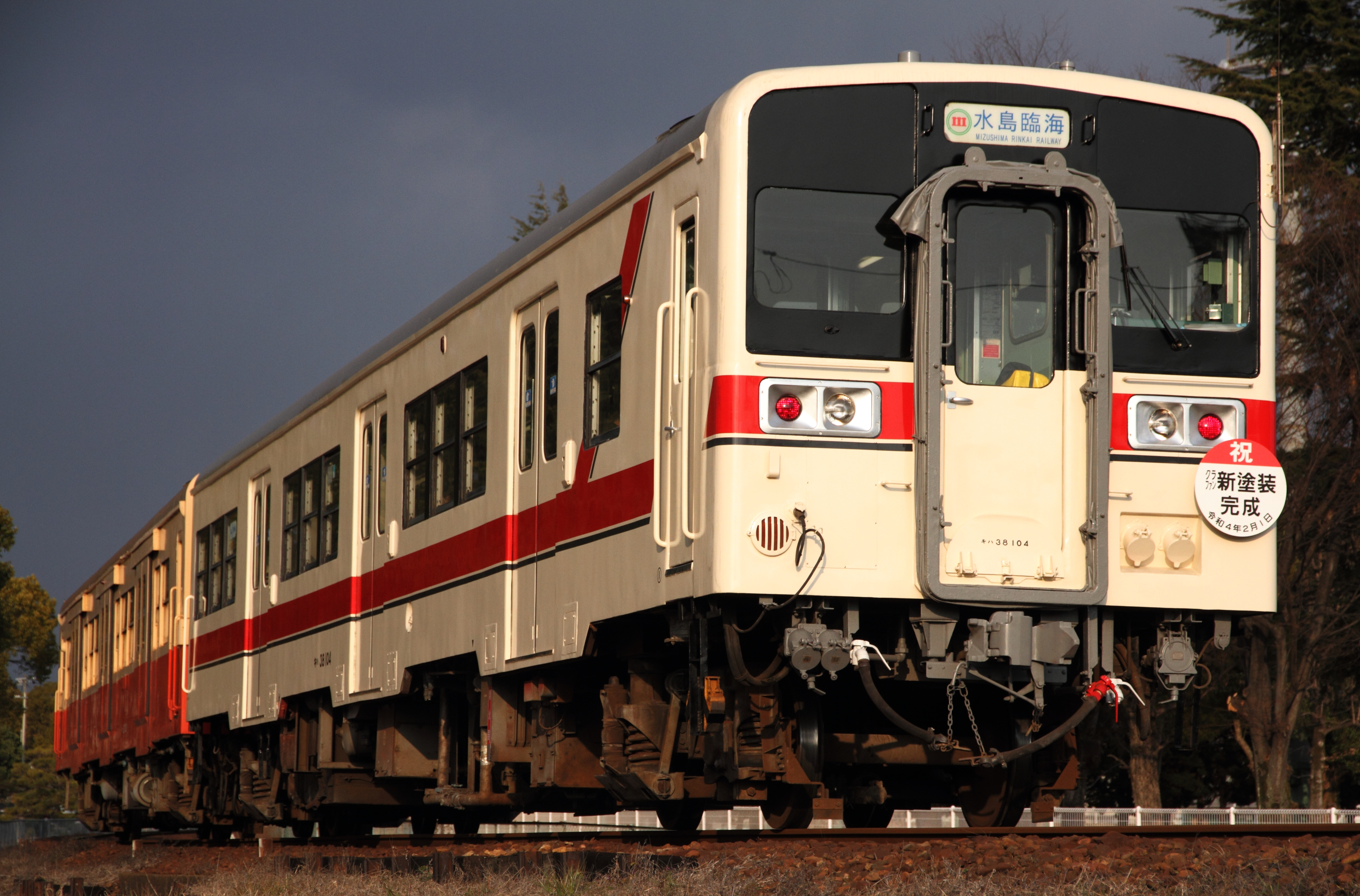
KiHa 38

- MRT300
- MRT300
- KiHa 30
- KiHa 30
- KiHa 37
- KiHa 37
- KiHa 37
- KiHa 38
- KiHa 38

Locomotive diesel
- Classe DE70 (DE70 1)
- Classe DD500 (DD501 e DD506)
- Classe DD200

- Classe DE70
- Classe DD50
- Classe DD200